# Обервезер
Обервезер (нем. Oberweser) — община в Германии, в земле Гессен. Подчиняется административному округу Кассель. Входит в состав района Кассель. Население составляет 3336 человек (на 31 декабря 2010 года). Занимает площадь 41,16 км².

## Население
| Год  | Численность | Численность |
| ---- | ----------- | ----------- |
| 2014 | 3278        | [ 3 ]       |
| 2017 | 3206        | [ 1 ]       |